# Semalea
Semalea là một chi bướm ngày thuộc họ Bướm nâu.